# Human Action

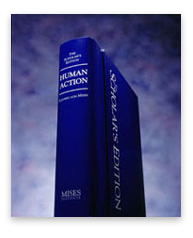
Human Action

Human Action: A Treatise on Economics (1949) ist das Hauptwerk des österreichischen Wirtschaftswissenschaftlers Ludwig von Mises, ursprünglich 1940 erschienen unter dem Titel Nationalökonomie, Theorie des Handelns und Wirtschaftens.

## Entstehung

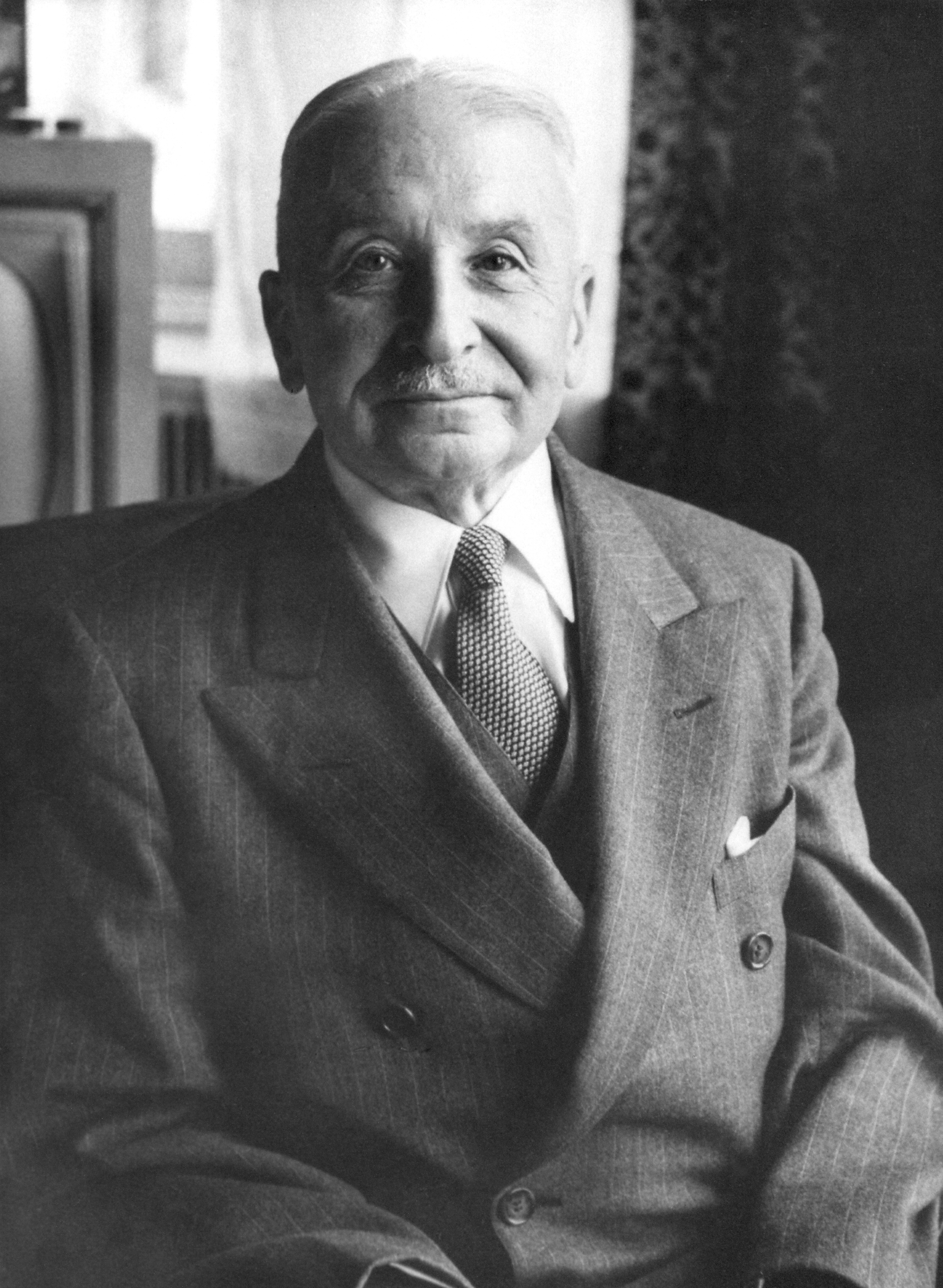
Ludwig von Mises (1881–1973)

Nach seiner Ankunft in Genf 1934 hatte Mises als Professor am Genfer Hochschulinstitut für internationale Studien erstmals die finanzielle Sicherheit, um sich vollständig der Forschung widmen zu können. Er wollte seine bisherigen Arbeiten und die der Wiener Schule zu einer vollständigen, in sich geschlossenen Theorie des menschlichen Handelns ausarbeiten.
Mises war überzeugt, dass ein unvollständiges Verständnis des menschlichen Handelns die Ursache fehlerhafter Wirtschaftstheorien war. Zu diesen zählte er alle Formen des staatlichen Interventionismus; langfristig würden diese zu Sozialismus und ökonomischen Katastrophen führen. Er sah seine Aufgabe auch darin, die prinzipielle Fehlerhaftigkeit von Sozialismus und staatlichem Interventionalismus umfassend darzulegen.
Das Ergebnis dieser Arbeit erschien 1940 auf Deutsch unter dem Titel Nationalökonomie, Theorie des Handelns und Wirtschaftens. Allerdings verhinderte der Zweite Weltkrieg die Verbreitung des Werkes, und der Schweizer Verlag musste Konkurs anmelden. Im US-amerikanischen Exil bereitete er eine englischsprachige Neubearbeitung für den amerikanischen Markt vor, die 1949 unter dem Titel Human Action – A Treatise on Economics bei Yale University Press erschien.

## Inhalt
Das gesamte Werk ist vom praxeologischen Ansatz von Mises durchzogen: Hierin von Kant beeinflusst, werden auf Basis einiger synthetisch a priori erkennbarer Axiome und Theoreme andere Sätze als wahr deduziert. Beweis oder Widerlegung durch Erfahrung hält von Mises aus erkenntnistheoretischen Gründen von vornherein für unmöglich. Er wendet sich damit einerseits, hierin einig mit Karl Popper, gegen den in Deutschland damals vorherrschenden Historizismus, andererseits gegen die Simplifizierung wirtschaftlicher Zusammenhänge durch Spieltheorie, durch statistische Verfahren oder durch mathematische Modelle wie in der Neoklassik und im Keynesianismus.
Human Action enthält sieben Hauptteile:
- Part One: Human Action
- Part Two: Actions Within the Framework of Society
- Part Three: Economic Calculation
- Part Four: Catallactics or Economics of the Market Society
- Part Five: Social Cooperation Without a Market
- Part Six: The Hampered Market Economy
- Part Seven: The Place of Economics in Society

## Rezeption
Human Action wurde mittlerweile in vier Auflagen gedruckt und mehr als 500.000 Mal verkauft. Es ist in acht Sprachen übersetzt worden.
Der amerikanische Journalist Henry Hazlitt, selbst ein Anhänger der österreichischen Schule, schrieb über Human Action:

“[it is] a landmark in the progress of economics. […] Human Action is, in short, at once the most uncompromising and the most rigorously reasoned statement of the case for capitalism that has yet appeared. If a single book can turn the ideological tide that has been running in recent years so heavily toward statism, socialism, and totalitarianism, Human Action is that book. It should become the leading text of everyone who believes in freedom, individualism, and in the ability of a free-market economy not only to outdistance any government-planned system in the production of goods and services for the masses, but to promote and safeguard […] those intellectual, cultural, and moral values upon which all civilization ultimately rests.”

„[es ist] ein Meilenstein für den Fortschritt der Wirtschaftswissenschaften. […] 'Human Action' ist, kurz, die am kompromisslosesten und zugleich am konsequentesten durchdachte Darstellung der Sache des Kapitalismus, die bisher erschienen ist. Wenn ein einzelnes Buch die herrschende ideologische Meinung, die sich in den vergangenen Jahren so sehr Étatismus, Sozialismus und Totalitarismus zuwandte, ändern kann, dann ist 'Human Action' dieses Buch. Es sollte für jeden der maßgebende Text sein, der an Freiheit, Individualismus und die freie Marktwirtschaft glaubt und diese nicht nur in der Herstellung von Gütern und Dienstleistungen für breite Bevölkerungsschichten, sondern auch in ihrer Förderung und ihrem Schutz für jene geistigen, kulturellen und moralischen Werte, die die Grundfesten jeder Zivilisation bilden, gegenüber planwirtschaftlichen Systemen für überlegen hält.“

Bei der überwiegenden Zahl der Ökonomen verbleibt Human Action bis heute unrezipiert.